# Centris vulpecula
Centris vulpecula là một loài Hymenoptera trong họ Apidae. Loài này được Burmeister mô tả khoa học năm 1876.